# Geasteroides
Geasteroides är ett släkte av svampar. Geasteroides ingår i familjen jordstjärnor, ordningen Geastrales, klassen Agaricomycetes, divisionen basidiesvampar och riket svampar.
|              | Geastrum                                |
|              |                                         |
|              | Radiigera                               |
|              |                                         |
|              | Sphaerobolus                            |
|              |                                         |
|              | Nidulariopsis                           |
|              |                                         |
| Geasteroides | \| \| Geasteroides texensis \| \| \| \| |
|              | \| \| Geasteroides texensis \| \| \| \| |
|              | Myriostoma                              |
|              |                                         |
|              | Schenella                               |
|              |                                         |
|              | Phialastrum                             |
|              |                                         |
|              | Geasteroides texensis                   |
|              |                                         |

|  | Geasteroides texensis |
|  |                       |